# 岡橋林
岡橋 林（おかはし しげる、1883年12月15日 - 1959年11月24日）は、日本の実業家。元住友銀行社長。

## 経歴
福岡県出身。明治39年（1906年）東京高商（現・一橋大学）を卒業し、同年住友銀行に入り下関、名古屋、東京各支配人を経て常務、昭和15年（1940年）専務翌年社長と改称。また住友本社、住友信託、住友倉庫、住友生命、住友ビル、昭和銀行各取締役のほか、住友金属工業、住友電気工業、住友化学工業、住友鉱業、住友機械工業、住友アルミ製錬、四国中央電力、日本板硝子各監査役を兼ねた。戦時中は大阪銀行集会所会長、敗戦直後関西経済連合会常務理事を務めたが、公職追放となり、解除後の昭和28年（1953年）第5次吉田内閣の経済最高顧問となった。